# Котелевський музей С. А. Ковпака
Котелевський музей С. А. Ковпака (повна назва: Котелевський народний музей двічі Героя Радянського Союзу С. А. Ковпака) — народний історичний музей у селищі міського типу Котельві (районний центр Полтавської області), присвячений життю і військовим подвигам двічі Героя Радянського Союзу Сидора Артемовича Ковпака.

## Загальні дані
Котелевський народний музей С. А. Копака займає площу 100 м² і міститься у приміщенні однойменної школи, де він навчався (нині Котелевська гімназія № 1 імені С. А. Ковпака), яка розташована у центрі селища за адресою:
вул. Петровського, буд. 1, смт Котельва (Полтавська область, Україна).
Директор закладу — Кулинич Катерина Іванівна.

## З історії та експозиції музею
Музей відкрився у 2007 році 25 травня до 120-ї річниці від дня народження двічі Героя Радянського Союзу, ватажка легендарного партизанського з'єднання під час Німецько-радянської війни С. А. Ковпака. 
Фонди народного музею С. А. Копака у Котельві налічують 1 700 предметів, в тому числі 1 200 предметів основного фонду.
Музей поділений на 2 відділи-кімнати:
- перший відділ «Котелевщина — батьківщина С. А. Ковпака», в основному за рахунок оригінальних експонатів розкриває історію краю.
- у другій частині музею зібрана вся інформація про Сидора Артемовича Копака, як безпосередньо українського військового діяча. У скляних вітринах розміщені його особисті речі, в тому числі одяг і зброя. Тут же зберігаються зразки військової зброї доби Другої Світової війниМузей С. А. Копака на Сайт Котелевської районної державної адміністрації.

## Виноски
1. ↑  Перелік музеїв, створених у складі підприємств, організацій, установ та навчальних закладів Полтавської області, що перебувають на обліку органів культури (станом на 01.01.2010р.)[недоступне посилання] на www.spadshina.pl.ua (Охорона культурної спадщини Полтавщини) [Архівовано 2013-03-24 у Wayback Machine.]
2. ↑  Бібліотеки, музеї (Котелевського району) на Сайт Котелевської районної державної адміністрації